# Ntowel
Ntowel  est une localité du Cameroun située dans la commune d’Oku (Elak-Oku) et le département du Bui.

## Population
Lors du recensement de 2005, on a dénombré 835 personnes : soit 458 femmes et 377 hommes.